# スピニング
スピニング (Spinning)は、日本のレコードレーベル。主に洋楽を取り扱っている。傘下にグリズリズム (Grizz Rhythm)、ブライト・スター・レコーズ (Bright Star Records)、リヴェルタス (Reveltas)といったレーベルを持つ。
現在は、ウェッジホールディングスのスピニング事業部であるが、以前は同社の完全子会社・株式会社スピニング（レコード会社）であった。

## 略歴
2008年8月に株式会社スピニングとして会社設立。初リリースは、キャンディスの『It's Always The Innocent Ones』。その後、2010年7月1日付で親会社のウェッジホールディングスに吸収合併され、同社スピニング事業部となった。

## レーベル
- スピニング (Spinning) - 主に洋楽を取り扱う
- グリズリズム (Grizz Rhythm) - 主に洋楽ガールズ・ロックを取り扱う
- ブライト・スター・レコーズ (Bright Star Records) - 邦楽ガールズ・ヘヴィメタルを取り扱う
- リヴェルタス (Reveltas) - 主に洋楽ヘヴィメタルを取り扱う

## アーティスト一覧

### スピニング (Spinning)
- All Night Dynamite
- Candice (Candice Accola)
- Christine Evans
- The Exies
- Kate Alexa
- Katelyn Tarver
- Maggie McClure
- Mumsdollar
- On The Surface
- Rides Again
- The Salads
- Sara Nunes
- Sarah Burgess
- Sick of Sarah
- Social Code

### グリズリズム (Grizz Rhythm)
- Cori Yarckin
- Courage My Love
- Die Mannequin
- Domenica
- Hydrovibe
- Lillix
- New Years Day
- Tonight Alive
- Valentine

### ブライト・スター・レコーズ (Bright Star Records)
- Aldious（2015年4月、ヴィレッジアゲインアソシエーションへ移籍）
- CINQ ELEMENT
- Cyntia（2013年3月、ビクターエンターテイメントへ移籍）

### リヴェルタス (Reveltas)
- The Agonist
- Beyond the Bridge
- Crashdiet
- Crazy Lixx
- Degreed
- Diamond Dawn
- Eclipse
- Furyon
- Huntress
- Hydria
- In This Moment
- Issa
- Kissin' Dynamite
- Light This City
- Lordi
- The Magnificent
- Morton
- Orestea
- Pompei Nights
- The Poodles
- Pythia
- Seduce the Heaven
- Tracedawn
- Trillium
- W.E.T.
- Wigelius
- Wisdom